# Lebedev Instituut
Het P.N. Lebedev Instituut voor Fysica (Russisch: Физический институт им. П. Н. Лебедева РАН) is een gerenommeerd onderzoeksinstituut in Moskou van de Russische Academie van Wetenschappen, gespecialiseerd in de natuurkunde. Het is het grootste en waarschijnlijk ook het oudste onderzoekscentrum van het land.
Het instituut werd in 1934 in Sint-Petersburg opgericht door Sergej Vavilov. De oorsprong van het instituut is terug te voeren op een collectie natuurkundige instrumenten, die door Peter de Grote in 1714 tot stand werd gebracht in de Kunstkamera van Sint-Petersburg. Kort na de oprichting verhuisde het instituut definitief naar de Russische hoofdstad, waar het de naam kreeg van de prominente Russische fysicus Pjotr Nikolajevits Lebedev. Onder Vavilovs leiding maakte het instituut een grote wetenschappelijke bloei door.
Bekende Nobelprijswinnaars die aan het instituut verbonden waren:
- Pavel Tsjerenkov, Igor Tamm en Ilja Frank: Nobelprijs in 1958 "Voor de ontdekking en interpretatie van het Tsjerenkov-effect".
- Nikolaj Basov en Aleksandr Prochorov: Nobelprijs in 1964 " Voor hun fundamentele verrichtingen op het gebied van de kwantumelektronica, dat heeft geleid tot de constructie van oscillatoren en versterkers gebaseerd op het maser-laser principe".
- Andrej Sacharov: Nobelprijs voor de Vrede in 1975 "Voor zijn strijd voor mensenrechten, ontwapening en samenwerking tussen alle naties".
- Vitali Ginzburg: Nobelprijs in 2003 "Voor zijn pioniersbijdrage aan de theorie van supergeleiding en superfluïditeit".